# Заволжский городской дом культуры
Заволжский городской Дом культуры — второй особняк Бурнаевых-Курочкиных, памятник культурного наследия регионального значения, расположенный по адресу: г. Заволжск, ул. Фрунзе, д. 1.

## История
Особняк был построен в 1915—1916 годах по проекту В. А. Веснина для семьи Бурнаевых-Курочкиных, владельцев заволжского химического завода и соседнего кирпичного особняка 1907 года постройки. Изначально особняк имел один объём, в 1943 году было пристроено здание зрительного зала. После революции хозяин особняка Геннадий Алексеевич покинул дом, и здесь располагались школа, общежитие, факультет Кинешемского химического техникума. В качестве дома культуры здание особняка служило с 1930-х годов.
Владельцы особняка Бурнаевы-Курочкины были крестьянами-старообрядцами из села Давыдково Романово-Борисоглебского уезда. Первый завод по производству химических удобрений Алексей Иванович приобрел в 1887 г., где также начали работать его сыновья. Алексей Иванович скончался в 1913 г., через два года умер его сын Николай. Управление заводом вплоть до весны 1918 г. осуществлял Геннадий Алексеевич. Кроме того, что Николай Алексеевич был членом Российского Общества Красного Креста, он и его брат Геннадий упоминаются в списке допущенных к выборам в Государственную думу разных лет от своего уезда. После национализации завода Геннадий Алексеевич работал в Центротуке ВСНХ в Москве, на строительстве завода в Горьковской области, а с 1923 г. окончательно переехал в Москву.
Геннадий Алексеевич скончался в 1933 году от инфаркта вскоре после ареста старшего сына Николая.

## Архитектура

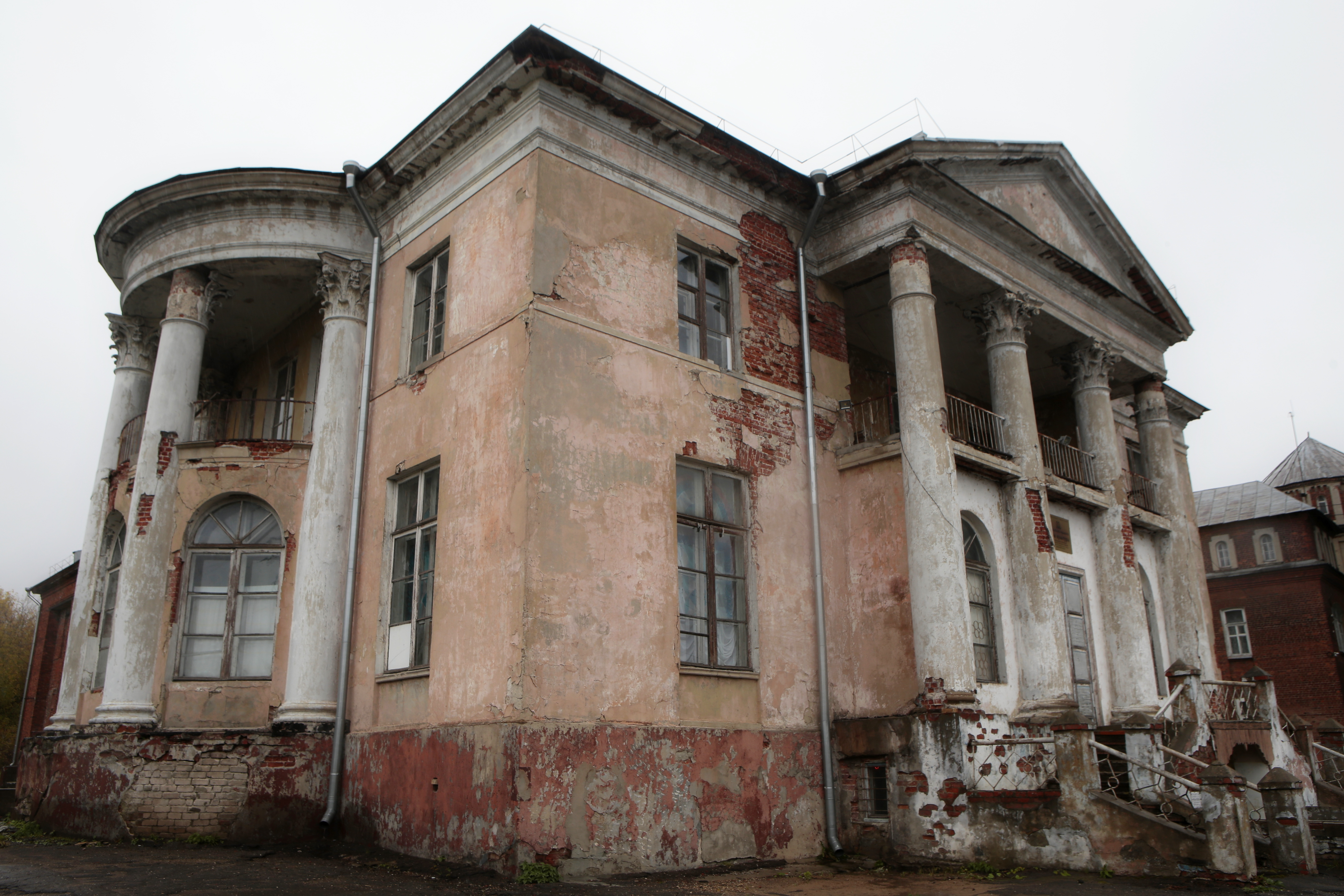
Особняк Бурнаевых-Курочкиных
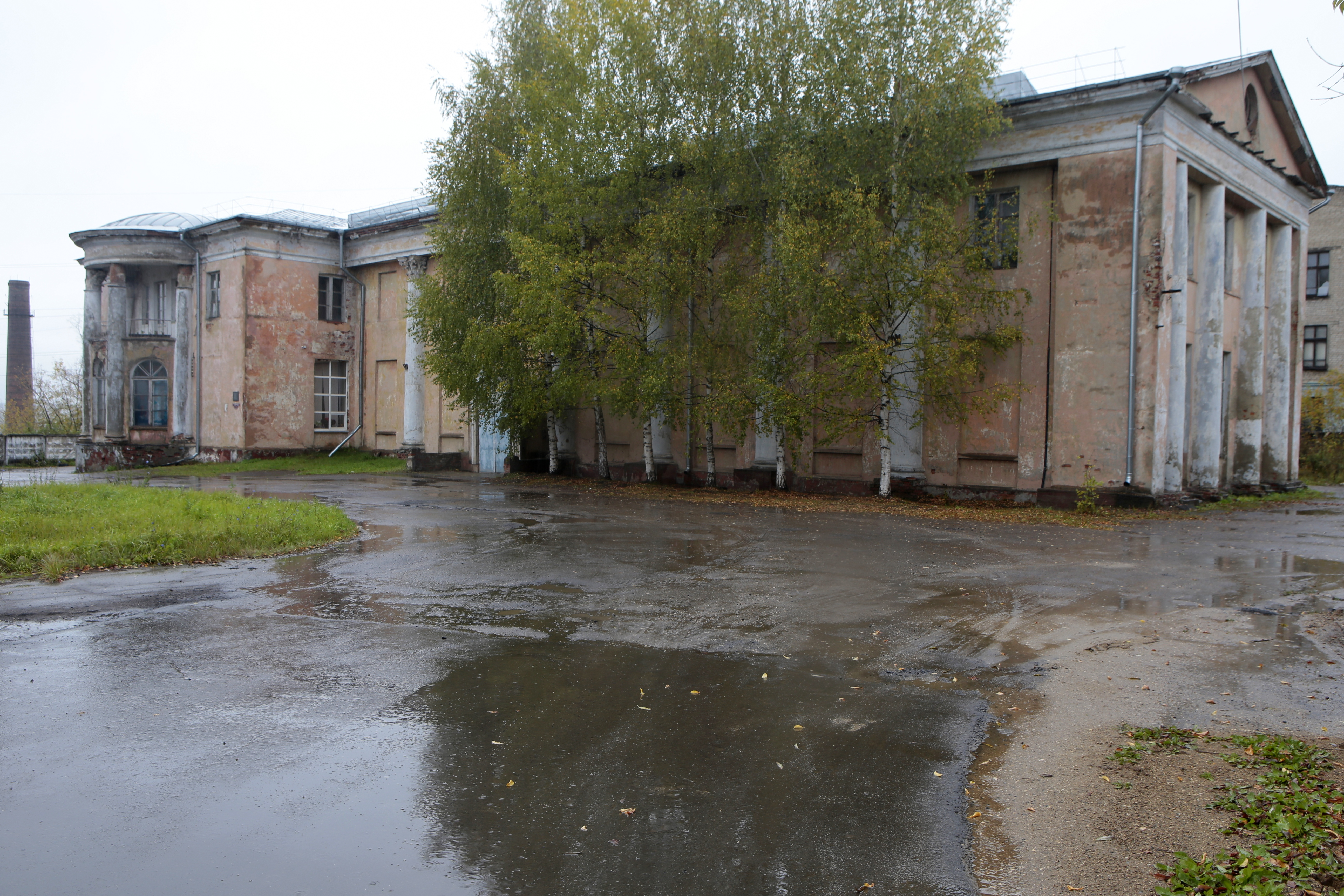
Фасад со стороны первого особняка Бурнаевых-Курочкиных
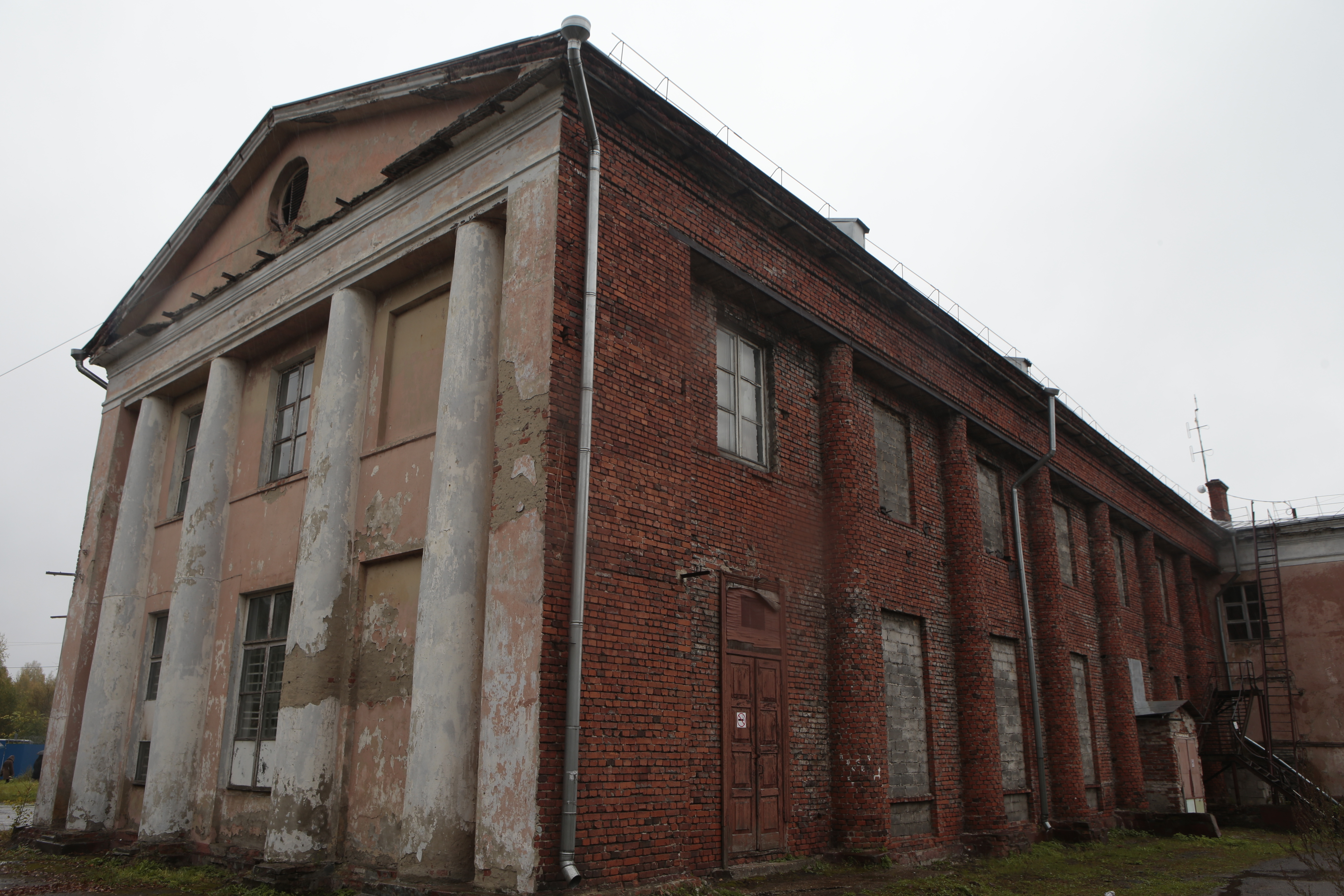
Пристройка 1943 г. особняка Бурнаевых-Курочкиных
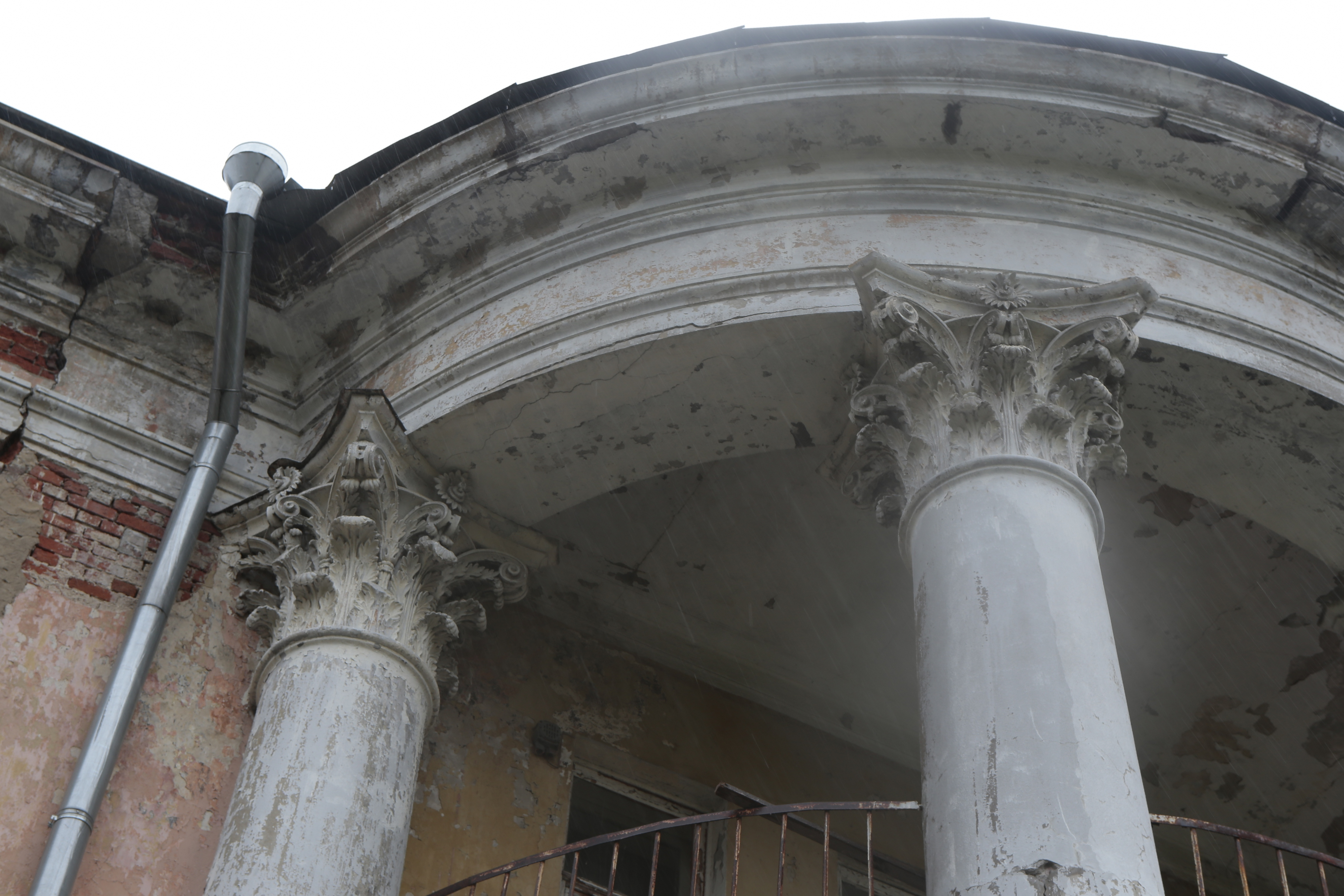
Детали полукруглого портика

Раннее здание особняка построено в стиле неоклассицизм. По одному из эскизов, особняк мог быть завершен куполом-ротондой, как и другой реализованный проект Весниных - особняк Д. В. Сироткина в Нижнем Новгороде. Портик парадного входа поднят над землей двойной лестницей, боковые фасады выделены полукруглыми портиками. И в том, и в другом случае портики перекрыты на первом этаже, что создает пространство для лоджий (балконов) на втором этаже. Полукруглые портики были типичным элементом в архитектуре для проектов Веснина этого периода: например, дом Арацкого в Москве (Проспект Мира, 20), особняк Д. В. Сироткина (Верхне-Волжская набережная, дом 3). Капители композитного ордера колонн старого здания сохранились частично, точнее, почти полностью утрачены — в отличие от капителей полуколонн пристройки.
Фасад пристройки, обращенный к первому особняку Бурнаевых-Курочкиных, подражает раннему объёму здания, а фасады с противоположной стороны и с торца отличаются отсутствием декора в оформлении портика и полуколонн. На фотографии советских годов по периметру первого здания присутствует карниз с дентикулами, отделяющий крышу от плоскости фасада (утрачен). Прямоугольные окна не имеют наличников и различны по высоте на первом и втором этажах.

### Интерьер
Сохранились чертежи расположения комнат двух этажей и подвала дома. В советские годы был проведен ремонт, оригинальный интерьер особняка утрачен. От первоначального оформления сохранились резные деревянные дверь и камин на втором этаже.